# Odile Decq
Odile Decq (Laval, 18 luglio 1955) è un'architetta francese.

## Formazione (1973-1979)
Odile Decq cominciò a studiare architettura all'Università di Rennes, completando successivamente gli studi all'Università di Paris VI, dove con Philippe Boudon, partecipò alla redazione di opere teoriche sull'architettura. 
Diventata architetto nel 1978, nel 1979 ottenne una specializzazione in urbanistica all'Istituto di studi politici di Parigi. 
Nel 1980 si associò con l'architetto Benoît Cornette e creò insieme a lui lo studio ODBC (dalle iniziali dei due architetti).

## Lo studio ODBC (1980-1998)
Le prime realizzazioni dello studio riguardano edifici pubblici come agenzie bancarie, asili o interi quartieri residenziali e riscuotono ben presto un certo successo. Nel 1988, lo studio ODBC vince il concorso per la realizzazione della sede della Banque Populaire de L'Ouest e d'Armorique a Rennes, in collaborazione con Peter Rice. Per quest'edificio, inaugurato nel 1990, gli architetti Decq e Cornette ottennero un vasto riconoscimento internazionale e decine di premi nazionali e internazionali, fra i quali il 9th International Prize for Architecture a Londra e il Prix Architecture et Travail a Rennes. Da quel momento i due architetti affrontarono una serie di importanti opere con uno stile fortemente dinamico e ispirato all'high-tech. Fra queste si segnalano il Centro Operativo Autostradale di Nanterre (1996), il porto di Osaka, in Giappone (1997), il Centro di Ricerca Saint Gobain a Aubervilliers (1999). Nel 1991 la Decq insegnò alla scuola di Architettura di Grenoble, dal 1992 in poi ha insegnato a l'École Spéciale d'Architecture (Scuola speciale di architettura). Nel 1996 lo studio ODBC venne premiato con un Leone d'oro alla Biennale d’Architettura di Venezia. La partnership fra Odile Decq e Benoît Cornette durò fino al 1998, anno nel quale quest'ultimo morì in un incidente d'auto, nel quale rimase coinvolta anche la Decq.

## Attività recenti
Odile Decq nel 2001 ha ricevuto l'incarico di costruire l'espansione del MACRO (Museo d’Arte Contemporanea di Roma) già sito nell'ex-fabbrica della Birra Peroni a Roma. L'apertura del nuovo edificio è prevista per il 2010. La Decq è membro dell'Accademia di architettura francese dal 1997, commendatrice dell'Ordine delle arti e delle lettere dal 2001, cavaliere della Legion d'onore dal 2003. Nell'agosto del 2007 è stata nominata direttrice della Scuola Speciale di Architettura.

## Principali realizzazioni e progetti in corso d'opera
- Centro amministrativo della Banque Populaire de l'Ouest, Rennes 1990
- Tre edifici per alloggi, Parigi 1988, 1995, 1997
- Viadotto e Centro Operativo Autostradale A14, Nanterre 1996
- Tre edifici per l'Università di Nantes, Nantes 1993-1998
- Ristrutturazione del porto industriale di Gennevilliers, Gennevilliers 1994-2001
- Istituto di Chimica, Berlino 1995
- Padiglione francese per la Biennale di Venezia, Venezia 1996
- Espansione della Galleria Nazionale d'Irlanda, Dublino 1997
- Ristrutturazione del Centro di Ricerche Saint Gobain, Aubervilliers 1999
- Installazione Vanishing black holes - une abstraction tactile per la Biennale di architettura di Venezia, Venezia 2000
- Espansione e ristrutturazione del Museo di arte contemporanea di Roma, Roma 2010-2011
- Boutique Shiatzt Chen, Parigi (in corso)
- Immobile residenziale, Parigi (in corso)
- Immobile residenziale, Firenze (in corso)
- Uffici del Centro Clienti Sollac, Dunkerque (in corso)
- Ristrutturazione della Sala Conferenze dell'Unesco, Parigi (in corso)
- Rinnovamento della Scuola Veterinaria Cureghem, Bruxelles (in corso)
- Ristrutturazione di immobile per uffici, Bruxelles (in corso)